# 起跑犯規

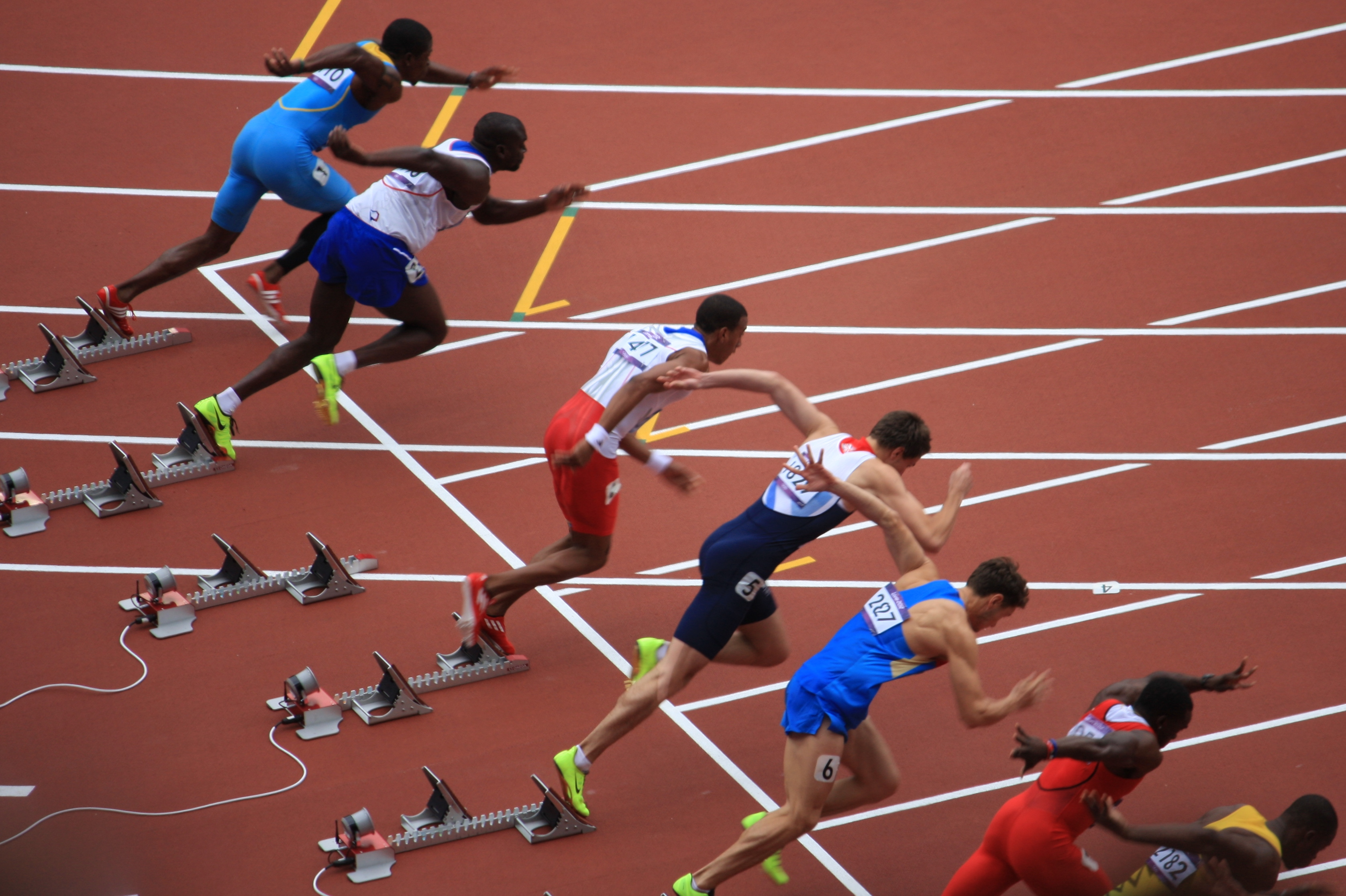
在2012年伦敦奥运会男子110米栏出现抢跑的情况下，卡梅·阿里（KaméAli）被取消资格，首发阵容有所减少

起跑犯規（英语：false start）在体育运动中指在信号（如发令枪或哨声）发出之前（有时之后）进行的动作。抢跑一般会在如跑步、游泳、賽車、田径等竞速类项目中发生。根据运动项目和比赛项目的不同，抢跑可能会导致运动员受到处罚，甚至立即丧失参赛资格。起跑犯規屬於作弊的行為。

## 体育运动

### 跑步

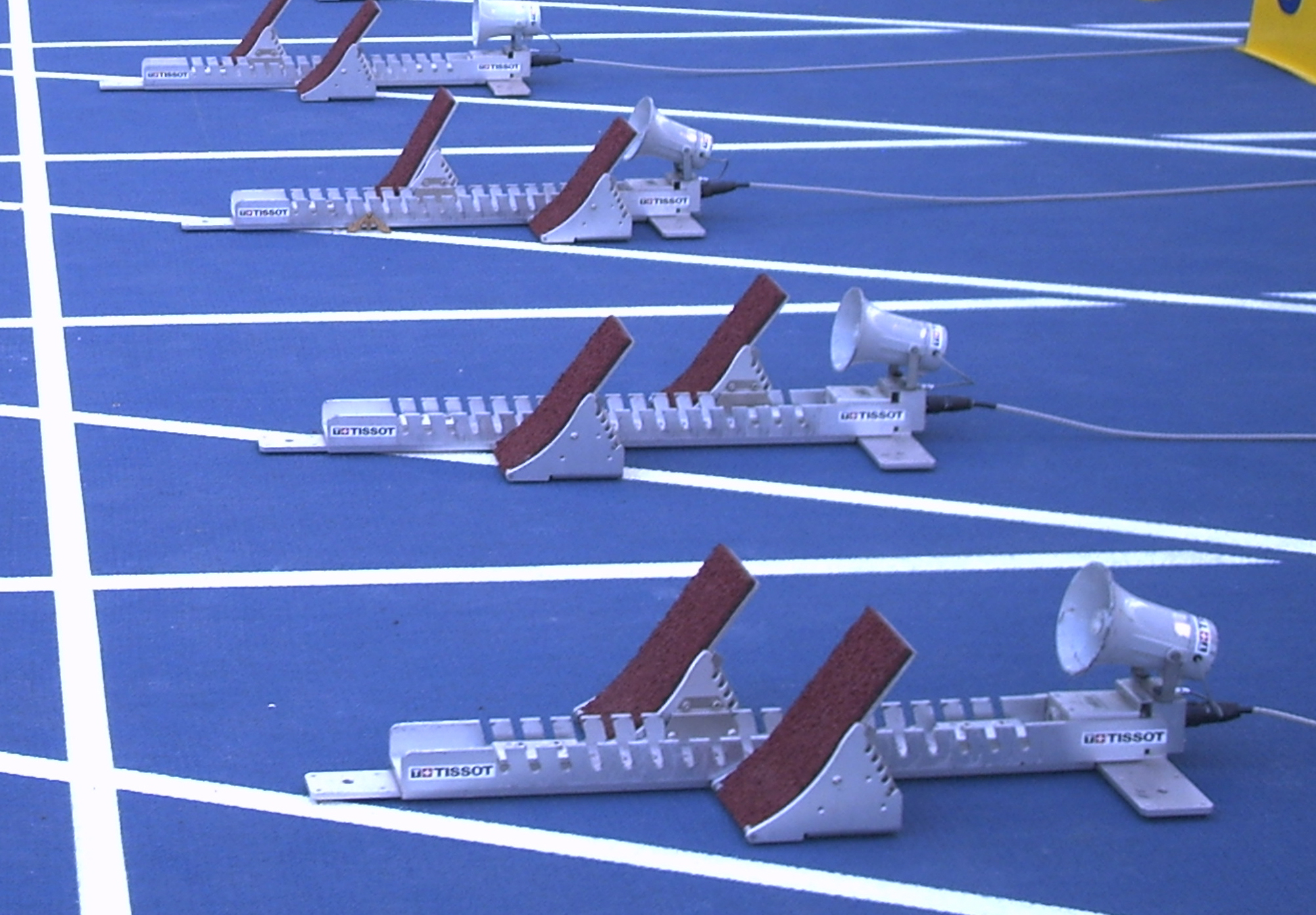
在阿维兰热奥林匹克体育场举行的2007年泛美运动会100米起跑线上的压敏起跑器

在田径短跑中，IAAF规定：若运动员在发令枪开枪后0.1秒内起步，则该运动员将被视为抢跑。因为人从感受到声音信号到起步之间需要至少0.1秒。此规定仅适用于能通过起跑器之内的运动传感器来测量起步的正规比赛中；而在业余比赛中，一般由裁判目视来判断是否抢跑。
在2003年以前的正规比赛中，第一次准备时抢跑的运动员将受到警告，并被允许参加第二次比赛。若其在第二次比赛中再次抢跑，该运动员将被取消比赛资格。而在2003年至2009年之间，第一次准备时抢跑的运动员将受到警告，并被允许参加第二次比赛。在第二次比赛中抢跑的运动员将被取消比赛资格（无论是否第一次抢跑）。在2010年以后，抢跑的运动员将被立刻取消比赛资格。
而在全能比賽中，每位選手偷步的機會亦由最初的兩次，逐漸下降至一次，及至今的第一次警告、第二次即時取消比賽資格（不論是否第一次，與在2003年至2009年間正規比賽相同），因一旦選手於跑步比賽被取消資格，亦將一併喪失全能參賽資格（例子有1988年夏季奥林匹克运动会的男子十項全能選手于尔根·兴森）。
另一著名因偷步而被取消比賽資格的有1996年夏季奥林匹克运动会的林福德·克里斯蒂。尤塞恩·博尔特亦曾於2011年世界田徑錦標賽因比賽第一次偷步而被立即取消資格。

### 赛车
在赛车运动中（例如F1），如果抢跑，那么违规者将受到时间处罚，并且比赛通常不会重新开始。一个值得注意的例外是1999年的欧洲大奖赛，由于起步灯故障而导致多位赛车手抢跑，之后比赛重新开始，没有车手受到处罚。

### 游泳
在游泳比赛中，任何在开始信号发出之前开始游泳的游泳者（抢跳）都会被自动取消比赛资格。一个明显的例子2008年北京奥运会时庞佳颖由于抢跳而被取消资格所致。这让莉比·特里克特晋级到最后一轮，并赢得了一枚银牌。在2012年伦敦奥运会上，中国游泳者孙杨在1500m决赛中由于误解了蜂鸣声的含义而过早地跳入水中，但他没有被判为抢跑。在女子100m蛙泳决赛中发生了类似事件。

### 赛艇
在赛艇比赛中，抢跑又被称之为抢航，竞赛委员会会在准备信号时（通常在开始前4分钟）通过显示P，I，Z或黑旗来显示是否有抢航行为。
P标志表示在开始信号处起跑线的航道侧（OCS）上的任何船只必须返回，清除起跑线，然后重新启动。I标志表示OCS船必须先回到出发线的任一端，然后再返回到出发前一侧，然后重新启动（“绕行两端”规则）。Z标志意味着船是在起航前的1分钟内进入了起跑线的航道侧，而抢航的船只将会减少20%的成绩。黑旗表示在起航前的一分钟之前即为OCS的船只，该船将立即被取消资格。
未能根据P或I旗规则正确重新开始的船只，将会获得OCS评分，并受到处罚，直至被取消资格。

### 赛马
在赛马中，在比赛开始前就冲破起跑门的马将被视为抢跑。而通常情况下抢跑的马将不会受到处罚，比赛也会重新开始。不过有时抢跑的马将会失去比赛资格。在2006年的普瑞克尼斯锦标赛中，肯塔基德比大赛中的获胜马Barbaro因为抢跑而犯规，但它并未受到处罚，比赛重新开始。

### 滑冰
國際溜冰聯盟：現時在正規的短道速滑比賽中，第一次搶跑的運動員將受到警告，並被允許參加第二次比賽。在第二次比賽中任何搶跑的運動員將被取消比賽資格（無論是否第一次偷步）；而所有參與速度滑冰比賽的運動員只要出現搶跑將被立刻取消比賽資格。